# Trolls: TrollsTopia
Trolls: TrollsTopia è una serie animata prodotta dalla DreamWorks Animation basata sul musical d'animazione Trolls World Tour, e sequel della serie Trolls - La festa continua!. Viene pubblicata negli Stati Uniti d'America sul servizio Hulu dal 19 novembre 2020 mentre in Italia va in onda su Frisbee dal 5 aprile 2021.
Lo stile della serie è lo stesso di Trolls - La festa continua! con uno stile di animazione in 2D diverso e qualche miglioramento, passando all'animazione vettoriale. Ritornano molti dei troll dalla serie precedente, come i loro doppiatori, inclusi personaggi di sfondo o minori.

## Sinossi
Dopo gli eventi di Trolls World Tour, Poppy invita ambasciatori da tutte le Tribù Troll a vivere nella foresta dei troll e unirsi a Pop Village per vivere insieme in armonia. Questo è un esperimento di Poppy chiamato "TrollsTopìa", che cerca di riunire i troll come lo erano un tempo.
Trolls: TrollsTopia! è il nuovo capitolo delle avventure dei Troll dai capelli all'insù. Durante il sequel di Trolls, Trolls World Tour, tutto cambia quando Poppy scopre che esistono altri tipi di troll, sparpagliati oltre la foresta. Ora, armata della sua positività, cerca di riunire i troll del Country Western, Classica, Funk, Techno e Hard Rock per vivere insieme in una nuova città dei troll e promuovere l'amicizia e l'armonia in un grande esperimento: TrollsTopia!
Gli ambasciatori dalle altre tribù non saranno i leader che abbiamo conosciuto in Trolls World Tour - quei personaggi rimarranno nei rispettivi villaggi continuando a svolgere il loro compito di leader. Invece, conosceremo personaggi nuovi che rappresenteranno le caratteristiche delle proprie tribù d'origine.

## Trama
La serie si concentra sulla prova di TrollsTopia e sugli eventi quotidiani dei troll che ci vivono, tra ostacoli, diversità e sbagli.
Tratta delle difficoltà che devono affrontare mentre ogni tribù impara ad andare d'accordo con le altre.

### Sottotrame
La serie ha numerose sottotrame, alcune delle quali riprendono quelle già presenti in Trolls - La festa continua!
- Poppy impara ad essere una leader migliore - Una sottotrama che continua quella già presente Trolls - La festa continua!, in cui la dolce Poppy sta cercando di imparare a fronteggiare i nuovi Troll con diversi bisogni e valori. Rispetto alla serie precedente, ora Poppy si trova in situazioni più estreme e diverse, commettendo grandi errori e imparando via via a crescere e risolverli.
- Val Thundershock - La trama principale di Val riguarda l'auto-miglioramento; sta imparando a conciliare la sua natura Hard Rock con la vita da cittadina di TrollTopia. Alla fine della prima stagione, ha concesso a Poppy il batti-pugno e l'ha presentata alla sua migliore amica Petra, venuta da Volcano Rock City.
- Lo sviluppo di TrollTopia - La stessa TrollTopia è nel corso di un continuo sviluppo nella serie, mano a mano che si espande e si adatta ai nuovi residenti nel corso del tempo.
- Tiny Diamond - Tiny e Guy Diamante durante tutta la serie hanno momenti di crescita insieme, stabilendo un forte legame padre-figlio, mentre Tiny stesso impara a crescere a Trollstopia passo dopo passo.

## Doppiaggio[3]

### Pop
- Rossa Caputo: Poppy
- Alessandro Campaiola: Branch
- Francesco De Francesco: Minuta; il Signor Nuvola; Signor Dinkles
- Luigi Morville: Grandino
- Giuppy Izzo: DJ Suki
- Giulia Catania: Seta
- Gemma Donati: Ciniglia
- Emiliano Coltorti: Creek
- Fabrizio Pucci: Re Peppy
- Stefano Thermes: Guy Diamante
- Laura Romano: Mags Gumdrop
- Francesca Fiorentini: Meadow Spriggs
- Claudia Razzi: Gia Grooves
- Emiliano Ragno: Rufus
- Ilaria Latini: CJ Suki
- Lorenza Biella: Rosiepuff
- Carlo Scipioni: Striped Smiley
- Gerolamo Alchieri: Sky Toronto
- Stefano Andrea Macchi: Chaz
- Agnese Marteddu: Priscilla

#### Hip Hop
- Dodo Versino: Mini Diamante

### Rock
- Anna Laviola: Val Thundershock
- Lorenzo Crisci: Demo
- Roberto Fedele: Blaze Powerchord
- Edoardo Stoppacciaro: Billy Reverb
- Franco Mannella: Romper

### Country
- Emanuela Ionica: Holly Darlin'
- Davide Lepore: Gust Tumbleweed
- Laura Lenghi: Hollizabeth Darlintonshire

### Classica
- Marco Manca: Dante Crescendo
- Alessia Amendola: Minuet Sonata

### Funk
- Nanni Baldini: Cooper
- Antonino Saccone: Lownote Jones
- Irene Trotta: Rhythm & Blues

### Techno
- Alex Polidori: Synth & Demo
- Margherita De Risi: Laguna Tidepool

### Bergens
- Paolo Buglioni: Barnald
- Gabriele Patriarca: Re Gristle Jr.
- Francesca Manicone: Brigida